# Orthetrum microstigma
Orthetrum microstigma – gatunek ważki z rodziny ważkowatych (Libellulidae).